# Urijah Faber
Urijah Faber, né le 14 mai 1979 à Isla Vista en Californie, est un pratiquant américain d'arts martiaux mixtes (MMA).
Il entame une carrière professionnelle dans les arts martiaux mixtes en novembre 2003, et s'empare du titre des poids coqs de l'organisation mineure King of the Cage (KOTC), un an plus tard, lors de son sixième combat sans défaite. Son premier revers en septembre 2005 face à Tyson Griffin l'empêche d'ajouter la ceinture des poids coqs du Gladiator Challenge à son palmarès. Faber continue cependant à défendre sa ceinture du KOTC et remporte en parallèle le titre des poids plumes du World Extreme Cagefighting (WEC) en mars 2006. Il le défend à cinq reprises, avant d'être battu par Mike Brown en novembre 2008. En juin 2009, face à ce même adversaire, puis en avril 2010, face au Brésilien José Aldo, il ne réussit pas à revenir sur la première marche du podium. Dès novembre 2010, il continue sa carrière dans la catégorie de poids inférieure, celle des poids coqs. Après la fusion du WEC au sein l'organisation Ultimate Fighting Championship (UFC), il a encore l'occasion de remporter à plusieurs reprises le titre des poids coqs de la promotion américaine majeure mais bute contre Dominick Cruz et Renan Barão. Il prend finalement sa retraite en décembre 2016 avec un palmarès de 34 victoires pour 10 défaites.

## Parcours en arts martiaux mixtes

### Débuts
Urijah Faber fait ses débuts professionnels en MMA en novembre 2003, au sein de la promotion américaine du Gladiator Challenge. Il affronte Jay Valencia lors du Gladiator Challenge 20 et remporte la victoire dès le 1er round en soumettant son adversaire par un étranglement en guillotine.
Il gagne plus tard son premier titre au King of the Cage le 14 novembre 2004, opposé au Japonais Eben Kaneshiro qu'il soumet par coups de poing dans le 3e round et devient alors le champion poids coqs de l'organisation.
Après 8 victoires consécutives, dont 6 obtenues avant la limite, il subit la première défaite de sa carrière face à Tyson Griffin, le 10 septembre 2005, lors d'un match pour le titre poids plumes du Gladiator Challenge. Griffin obtient la victoire par TKO à 5 secondes du début du 3e round.
En janvier 2006, il s'envole vers Laval au Canada, pour son premier combat hors des frontières des États-Unis, afin d'affronter Ivan Menjivar. Dans le second round de ce combat au TKO 24, Menjivar envoie un coup de pied à la tête de Faber tombant sur le dos. Le coup semble l'effleurer mais l'arbitre et les juges arrêtent le match pour ce geste non autorisé. Menjivar est disqualifié et Faber remporte alors le combat.

### World Extreme Cagefighting
En 2006, Urijah Faber se voit offrir l'occasion de combattre au sein du World Extreme Cagefighting, une des plus grandes organisations de MMA de l'époque.
Grâce à son statut de champion poids coqs du KOTC, il affronte dès son premier combat le premier et actuel champion poids plumes du WEC, Cole Escovado. C'est un match engagé qui fait alors office de tête d'affiche du WEC 19, le 17 mars 2006. Des coups de coude de Faber ouvre le champion dans la fin du 1er round qui est obligé de combattre le visage ensanglanté dans le second. Il subit de plus le ground and pound de son adversaire. À la fin de ce 2e round, il n'est pas autorisé à reprendre le combat à cause de cette coupure et Urijah Faber devient alors le nouveau champion poids plumes de l'organisation.
Il défend ensuite son titre cinq fois de suite.

### Ultimate Fighting Championship
Le 28 octobre 2010, Zuffa, société mère du World Extreme Cagefighting et de l'Ultimate Fighting Championship annonce la fusion du WEC dans l'UFC. À cette occasion, les catégories poids coqs et poids plumes sont alors intégrées à la promotion.
Pour son premier match au sein de cette organisation, Urijah Faber rencontre un autre ancien champion des poids coqs du WEC, Eddie Wineland, en second combat principal de l'UFC 128 du 19 mars 2011.
Après un bon départ de Wineland, Faber reprend les choses en main dans les deux suivants, travaillant notamment en ground and pound depuis la garde fermée dans le second. Il remporte finalement ce combat par décision unanime.
C'est ensuite pour le titre poids coqs de l'UFC face au champion Dominick Cruz qu'il continue son parcours. Faber est alors le seul à avoir battu Cruz, en 2007 pour le titre poids plumes du WEC.
Les deux hommes se rencontrent en combat principal de l'UFC 132, le 2 juillet 2011, et Cruz prend sa revanche. Sans être complètement dominé, Faber s'incline par décision unanime au terme des cinq rounds.
Le match est gratifié du bonus du combat de la soirée.
Afin d'espérer une nouvelle chance pour la ceinture, il doit d'abord s'imposer face Brian Bowles lors de l'UFC 139, le 19 novembre 2011.
Tôt dans la deuxième reprise, Faber assomme Bowles d'un uppercut du droit avant de le suivre au sol et continuer à envoyer des coups. Il réussit à placer un étranglement en guillotine alors que son adversaire cherche à revenir sur ses pieds et remporte la victoire par soumission.
Le Californien se mérite alors le bonus de la soumission de la soirée.
Un peu moins d'un mois plus tard, il est annoncé comme entraîneur de la 15e saison de la série The Ultimate Fighter, opposé au champion Dominick Cruz.
Comme le veut l'émission, les deux entraîneurs doivent s'affronter à la fin de celle-ci et le match est d'abord prévu pour l'UFC 148 du 7 juillet 2012.
Mais début mai, Cruz déclare forfait à cause d'une déchirure de ligament croisé survenue à l'entrainement.
L'UFC décide alors de mettre en place un titre intérimaire et remplace Cruz par Renan Barão.
Le combat est cependant repoussé en vedette de l'UFC 149 se déroulant le 21 juillet au Canada, se substituant à la précédente affiche opposant José Aldo à Eric Koch après la blessure du champion Aldo.
Faber ne réussit pas à casser la distance et imposer sa lutte et passe à nouveau à côté de la ceinture en s'inclinant par décision unanime.
Il rencontre à nouveau Ivan Menjivar lors de l'UFC 157, le 23 février 2013.
Le premier match entre les deux combattants s'était soldé en 2006 au cours du TKO 24 par une victoire de Faber au second round sur disqualification de son adversaire.
Cette fois-ci, l'Américain remporte le combat à la fin du premier round en le soumettant par étranglement arrière.
Il est rapidement programmé face à Scott Jorgensen, profitant de la blessure du champion poids mouche Demetrious Johnson pour prendre la tête d'affiche de la soirée The Ultimate Fighter 17 Finale du 13 avril 2013.
Plus rapide lors des trois premiers rounds, Faber réussit à prendre le dos de son adversaire dans le quatrième après une amenée au sol et s'impose à nouveau par étranglement arrière.
Il affronte ensuite Yuri Alcantara lors de l'UFC Fight Night 26, premier événement de l'organisation à être diffusé sur la chaine américaine Fox Sports 1, le 17 août 2013.
Le match débute mal pour Faber, il se retrouve sous la position montée avant de renverser la vapeur dès la moitié du premier round. Il domine dès lors les débats en utilisant sa lutte pour contrôler son adversaire au sol et s'imposer par décision unanime.
Le jeune Michael McDonald est son adversaire suivant et les deux hommes participent au second combat principal de l'UFC on Fox 9, le 14 décembre 2013 à Sacramento.
Agressif dès le début du match, c'est dans le deuxième round que Faber étourdit son adversaire avec quelques coups de poing avant de le soumettre par étranglement en guillotine.
Celui lui vaut d'ailleurs le bonus de la soumission de la soirée.
Début janvier 2014, à la suite d'une nouvelle blessure du champion Dominick Cruz, déjà éloigné de la compétition depuis plus de deux ans et prévu pour affronter Renan Barão, détenteur du titre par intérim, le titre officiel est alors remis en jeu entre le Brésilien et Faber.
Plus marquant dans les échanges, Barão envoie l'Américain au tapis avec un coup de poing du droit dans le premier round. Il enchaine quelques coups de poing marteau sur son adversaire en position quadrupédique. L'arbitre intervient alors et arrête le combat.
Malgré quelques critiques sur un arrêt du match jugé prématuré de la part de l'arbitre Herb Dean, le Brésilien devient le nouveau champion incontesté des poids coqs de l'UFC.
Il affronte ensuite Alex Caceres lors de l'UFC 175, le 5 juillet 2014.
Il domine le combat avant de remporter la victoire par soumission en étranglement arrière dans la dernière reprise.
Faber est ensuite prévu face au nouveau venu, le Japonais Masanori Kanehara pour l'UFC Fight Night 52 en septembre 2014.
Mais une blessure l'écarte de ce match et c'est son dernier adversaire, Alex Caceres, qui le remplace alors.
Il revient lors de l'UFC 181 contre Francisco Rivera, le 6 décembre 2014.
Il remporte le match dans le deuxième round en placant un étranglement bulldog à son adversaire. Mais cette victoire est entachée par un doigt dans l'œil, non détecté par l'arbitre, subi par Rivera lors de l'échange debout précédant la soumission.
Faber monte d'une catégorie de poids pour affronter Frankie Edgar en tête d'affiche de l'UFC Fight Night 66, le 15 mai 2015 aux Philippines.
Sans dominer nettement le combat, Edgar remporte tout de même les cinq rounds du combat au yeux des juges.

## Team Alpha Male
En 2004, Urijah Faber créé un centre d'entraînement dans la ville de Sacramento. Il invite autour de lui des combattants avec un style de lutteur et de moins de 170 lb (77 kg) pour former l'équipe Alpha Male. Membre de cette équipe, T.J. Dillashaw remporte le titre des poids coqs de l'UFC en mai 2014.
Entre décembre 2012 et mai 2014, le vétéran de l'UFC Duane Ludwig tient la place d'entraineur principal de cette équipe. Il est d'ailleurs gratifié d'un World MMA Award le désignant comme entraineur de MMA de l'année 2013. En 2014 et sans rompre totalement les ponts avec l'équipe, il quitte Sacramento pour retourner au Colorado et y ouvrir son propre centre d'entrainement,.

## Palmarès en arts martiaux mixtes
| 46 combats           | 35 victoires | 11 défaites |
| Par KO               | 10           | 4           |
| Par soumission       | 17           | 0           |
| Sur décision         | 7            | 7           |
| Par disqualification | 1            | 0           |

| Résultat | Record | Adversaire        | Méthode                                                               | Événement                             | Date              | Round | Temps | Lieu                                  | Notes                                                      |
| -------- | ------ | ----------------- | --------------------------------------------------------------------- | ------------------------------------- | ----------------- | ----- | ----- | ------------------------------------- | ---------------------------------------------------------- |
| Défaite  | 35-11  | Petr Yan          | KO (coup de pied à la tête)                                           | UFC 245: Usman vs. Covington          | 15 décembre 2019  | 3     | 00:43 | Las Vegas, Nevada, États-Unis         | Prend définitivement sa retraite après ce combat.          |
| Victoire | 35-10  | Ricky Simón       | TKO (coups de poing)                                                  | UFC Fight Night: de Randamie vs. Ladd | 13 juillet 2019   | 1     | 00:46 | Sacramento, Californie, États-Unis    | Performance de la soirée.                                  |
| Victoire | 34-10  | Brad Pickett      | Décision unanime                                                      | UFC on Fox: VanZant vs. Waterson      | 17 décembre 2016  | 3     | 5:00  | Sacramento, Californie, États-Unis    | Prend sa retraite après ce combat.                         |
| Défaite  | 33-10  | Jimmie Rivera     | Décision unanime                                                      | UFC 203: Miocic vs. Overeem           | 10 septembre 2016 | 3     | 5:00  | Cleveland, Ohio, États-Unis           |                                                            |
| Défaite  | 33-9   | Dominick Cruz     | Décision unanime                                                      | UFC 199: Rockhold vs. Bisping II      | 4 juin 2016       | 3     | 5:00  | Inglewood, Californie, États-Unis     |                                                            |
| Victoire | 33-8   | Frankie Saenz     | Décision unanime                                                      | UFC 194: Aldo vs. McGregor            | 12 décembre 2015  | 3     | 5:00  | Las Vegas, Nevada, États-Unis         |                                                            |
| Défaite  | 32-8   | Frankie Edgar     | Décision unanime                                                      | UFC Fight Night: Edgar vs. Faber      | 16 mai 2015       | 5     | 5:00  | Pasay, Philippines                    | Combat en poids plume.                                     |
| Victoire | 32-7   | Francisco Rivera  | Soumission (étranglement bulldog)                                     | UFC 181: Hendricks vs. Lawler II      | 6 décembre 2014   | 2     | 1:34  | Las Vegas, Nevada, États-Unis         |                                                            |
| Victoire | 31-7   | Alex Caceres      | Soumission (étranglement arrière)                                     | UFC 175: Weidman vs. Machida          | 5 juillet 2014    | 3     | 1:09  | Las Vegas, Nevada, États-Unis         |                                                            |
| Défaite  | 30-7   | Renan Barão       | TKO (coups de poing)                                                  | UFC 169: Barao vs. Faber II           | 1er février 2014  | 1     | 3:42  | Newark, New Jersey, États-Unis        | Pour le titre des poids coqs de l'UFC.                     |
| Victoire | 30-6   | Michael McDonald  | Soumission (étranglement en guillotine)                               | UFC on Fox: Johnson vs. Benavidez 2   | 14 décembre 2013  | 2     | 3:22  | Sacramento, Californie, États-Unis    | Soumission de la soirée                                    |
| Victoire | 29-6   | Iuri Alcântara    | Décision unanime                                                      | UFC Fight Night: Shogun vs. Sonnen    | 17 août 2013      | 3     | 5:00  | Boston, Massachusetts, États-Unis     |                                                            |
| Victoire | 28-6   | Scott Jorgensen   | Soumission (étranglement arrière)                                     | The Ultimate Fighter 17 Finale        | 13 avril 2013     | 4     | 3:16  | Las Vegas, Nevada, États-Unis         |                                                            |
| Victoire | 27-6   | Ivan Menjivar     | Soumission (étranglement arrière)                                     | UFC 157: Rousey vs. Carmouche         | 23 février 2013   | 1     | 4:34  | Anaheim, Californie, États-Unis       |                                                            |
| Défaite  | 26-6   | Renan Barão       | Décision unanime                                                      | UFC 149: Faber vs. Barao              | 21 juillet 2012   | 5     | 5:00  | Calgary, Alberta, Canada              | Pour le titre intérimaire des poids coqs de l'UFC.         |
| Victoire | 26-5   | Brian Bowles      | Soumission (étranglement en guillotine)                               | UFC 139: Shogun vs. Henderson         | 19 novembre 2011  | 2     | 1:27  | San José, Californie, États-Unis      | Soumission de la soirée                                    |
| Défaite  | 25-5   | Dominick Cruz     | Décision unanime                                                      | UFC 132: Cruz vs. Faber               | 2 juillet 2011    | 5     | 5:00  | Las Vegas, Nevada, États-Unis         | Pour le titre des poids coqs de l'UFC. Combat de la soirée |
| Victoire | 25-4   | Eddie Wineland    | Décision unanime                                                      | UFC 128: Shogun vs. Jones             | 19 mars 2011      | 3     | 5:00  | Newark, New Jersey, États-Unis        |                                                            |
| Victoire | 24-4   | Takeya Mizugaki   | Soumission (étranglement arrière)                                     | WEC 52: Faber vs. Mizukagi            | 11 novembre 2010  | 1     | 4:50  | Las Vegas, Nevada, États-Unis         | Passage en poids coqs Soumission de la soirée              |
| Défaite  | 23-4   | José Aldo         | Décision unanime                                                      | WEC 48: Aldo vs. Faber                | 24 avril 2010     | 5     | 5:00  | Sacramento, Californie, États-Unis    | Pour le titre des poids plumes du WEC.                     |
| Victoire | 23-3   | Raphael Assunção  | Soumission (étranglement arrière)                                     | WEC 46: Varner vs. Henderson          | 10 janvier 2010   | 3     | 3:49  | Sacramento, Californie, États-Unis    |                                                            |
| Défaite  | 22-3   | Mike Brown        | Décision unanime                                                      | WEC 41: Faber vs. Brown 2             | 7 juin 2009       | 3     | 5:00  | Sacramento, Californie, États-Unis    | Pour le titre des poids plumes du WEC.                     |
| Victoire | 22-2   | Jens Pulver       | Soumission (étranglement en guillotine)                               | WEC 38: Varner vs. Cerrone            | 25 janvier 2009   | 1     | 1:34  | San Diego, Californie, États-Unis     | Soumission de la soirée                                    |
| Défaite  | 21-2   | Mike Brown        | TKO (coups de poing)                                                  | WEC 36: Faber vs. Brown               | 5 novembre 2008   | 1     | 2:23  | Hollywood, Floride, États-Unis        | Perd le titre des poids plumes du WEC.                     |
| Victoire | 21-1   | Jens Pulver       | Décision unanime                                                      | WEC 34: Faber vs. Pulver              | 1er juin 2008     | 5     | 5:00  | Sacramento, Californie, États-Unis    | Défend le titre des poids plumes du WEC.                   |
| Victoire | 20-1   | Jeff Curran       | Soumission (étranglement en guillotine)                               | WEC 31: Faber vs. Curran              | 12 décembre 2007  | 2     | 4:34  | Las Vegas, Nevada, États-Unis         | Défend le titre des poids plumes du WEC.                   |
| Victoire | 19-1   | Chance Farrar     | Soumission (étranglement arrière)                                     | WEC 28: WrekCage                      | 3 juin 2007       | 1     | 3:19  | Las Vegas, Nevada, États-Unis         | Défend le titre des poids plumes du WEC.                   |
| Victoire | 18-1   | Dominick Cruz     | Soumission (étranglement en guillotine)                               | WEC 26: Condit vs. Alessio            | 24 mars 2007      | 1     | 1:38  | Las Vegas, Nevada, États-Unis         | Défend le titre des poids plumes du WEC.                   |
| Victoire | 17-1   | Joe Pearson       | Soumission (coups de poing et coups de coude)                         | WEC 25: McCullough vs. Cope           | 20 janvier 2007   | 1     | 2:31  | Las Vegas, Nevada, États-Unis         | Défend le titre des poids plumes du WEC.                   |
| Victoire | 16-1   | Bibiano Fernandes | TKO (arrêt du médecin)                                                | KOTC: All Stars                       | 28 octobre 2006   | 1     | 4:16  | Reno, Nevada, États-Unis              | Défend le titre des poids coqs du KOTC.                    |
| Victoire | 15-1   | Enoch Wilson      | TKO (arrêt du médecin)                                                | FCP: Malice at Cow Palace             | 9 septembre 2006  | 2     | 1:01  | San Francisco, Californie, États-Unis |                                                            |
| Victoire | 14-1   | Naoya Uematsu     | TKO (coups de poing)                                                  | GC 51: Madness at the Memorial        | 1er juillet 2006  | 2     | 3:35  | Sacramento, Californie, États-Unis    |                                                            |
| Victoire | 13-1   | Charlie Valencia  | Soumission (étranglement arrière)                                     | KOTC: Predator                        | 13 mai 2006       | 1     | 3:09  | Globe, Arizona, États-Unis            | Défend le titre des poids coqs du KOTC.                    |
| Victoire | 12-1   | Cole Escovedo     | TKO (arrêt du coin)                                                   | WEC 19: Undisputed                    | 17 mars 2006      | 2     | 5:00  | Lemoore, Californie, États-Unis       | Remporte le titre des poids plumes du WEC.                 |
| Victoire | 11-1   | Ivan Menjivar     | Disqualification (coup de pied non autorisé sur un adversaire au sol) | TKO 24: Eruption                      | 28 janvier 2006   | 2     | 2:02  | Laval, Québec, Canada                 |                                                            |
| Victoire | 10-1   | Charles Bennett   | Soumission (étranglement arrière)                                     | GC 46: Avalanche                      | 11 décembre 2005  | 1     | 4:38  | Coarsegold, Californie, États-Unis    |                                                            |
| Victoire | 9-1    | Shawn Bias        | Soumission (étranglement en guillotine)                               | KOTC: Execution Day                   | 29 octobre 2005   | 1     | 1:24  | Reno, Nevada, États-Unis              | Défend le titre des poids coqs du KOTC.                    |
| Défaite  | 8-1    | Tyson Griffin     | TKO (coups de poing)                                                  | GC 42: Summer Slam                    | 10 septembre 2005 | 3     | 0:05  | Lakeport, Californie, États-Unis      | Pour le titre des poids plumes du Gladiator Challenge.     |
| Victoire | 8-0    | Hiroyuki Abe      | TKO (coupure)                                                         | KOTC: Mortal Sins                     | 7 mai 2005        | 3     | 2:37  | Primm, Nevada, États-Unis             | Défend le titre des poids coqs du KOTC.                    |
| Victoire | 7-0    | David Granados    | Soumission (étranglement arrière)                                     | GC 35: Cold Fury                      | 13 mars 2005      | 1     | 2:13  | Porterville, Californie, États-Unis   |                                                            |
| Victoire | 6-0    | Eben Kaneshiro    | Soumission (coups de poing)                                           | KOTC 44: Revenge                      | 14 novembre 2004  | 3     | 4:33  | San Jacinto, Californie, États-Unis   | Remporte le titre des poids coqs du KOTC.                  |
| Victoire | 5-0    | Rami Boukai       | Décision majoritaire                                                  | KOTC 41: Relentless                   | 24 septembre 2004 | 2     | 5:00  | San Jacinto, Californie, États-Unis   |                                                            |
| Victoire | 4-0    | Del Hawkins       | TKO (coups de poing)                                                  | Gladiator Challenge 30                | 19 août 2004      | 1     | 3:19  | Colusa, Californie, États-Unis        |                                                            |
| Victoire | 3-0    | David Velasquez   | Décision unanime                                                      | GC 27: FightFest 2                    | 3 juin 2004       | 3     | 5:00  | Colusa, Californie, États-Unis        |                                                            |
| Victoire | 2-0    | George Adkins     | TKO (arrêt du coin)                                                   | Gladiator Challenge 22                | 12 février 2004   | 2     | 2:42  | Colusa, Californie, États-Unis        |                                                            |
| Victoire | 1-0    | Jay Valencia      | Soumission (étranglement en guillotine)                               | Gladiator Challenge 20                | 12 novembre 2003  | 1     | 1:22  | Colusa, Californie, États-Unis        |                                                            |